# Dhamasa
Dhamasa este un mic oraș din sud-vestul regiunii Gedo, Somalia.